# Dámaso Cervera
Dámaso Cervera (n. Portobelo, República de la Nueva Granada; 11 de diciembre de 1837-Panamá; c. junio de 1904) fue un político y jurista panameño, presidente del Estado Soberano de Panamá entre 1880 y 1884, cuando el istmo aún pertenecía a Colombia. También fue Magistrado Presidente de la Corte Superior del Estado y profesor de Derecho en el Colegio Mayor del Rosario en Bogotá.

## Presidencia
Asumió la presidencia del Estado luego de una convulsionada etapa política tras el segundo período de Buenaventura Correoso y José Casorla, este último secuestrado brevemente por unos revolucionarios. Cervera ganó las elecciones de 1879, luego que Pablo Arosemena declinara en su candidatura, con el apoyo de una facción independiente aliado al presidente colombiano Rafael Núñez.
Cervera gobernó desde el 1 de enero de 1880, durante su gobierno se dio inicio a las excavaciones francesas en el Canal de Panamá, dirigidas por Ferdinand de Lesseps. Mantuvo una estabilidad en el istmo, a pesar de que tuvo la férrea oposición de sectores populares de la zona del arrabal, pero sin llegar a rebeliones.
En 1883, se realizaron las elecciones presidenciales para el bienio 1884-1886, pero en ese entonces Cervera poseía mucha influencia política, llegando a mostrar simpatías por Juan Manuel Lambert, candidato de la facción independiente, a pesar de que Cervera declaró su neutralidad en las elecciones. Finalmente, Lambert fue elegido nuevo presidente. Tras ese resultado, en junio de 1884, Pedro Prestán y Octavio de la Espriella intentaron hacer un golpe de Estado, pero fueron detenidos y encarcelados.
La situación se complicó cuando De la Espriella fue liberado poco después, ya que era suplente de Ramón Valdés López, magistrado de la Corte, y éste asumió las funciones tras la ausencia del principal, por lo que el 2 de julio de 1884 dictó un auto, aprobado por la mayoría, que cesaba a Cervera de sus funciones presidenciales y nombró al general Benjamín Ruiz como su sustituto. Sin embargo, Valdés López al volver a Panamá, reunió a los magistrados afines a Cervera y revocó el auto de De La Espriella el día 6 de julio. Ante la situación de incertidumbre, al haber dos presidentes a la vez, con la mediación de los militares y el obispo de Panamá José Telésforo Paúl, ambos pactaron deponer sus intereses. Cervera anunció su renuncia ante la Corte pero Ruiz no lo hizo, por lo que temiendo un vacío de poder, la Corte quedó obligada a posesionar al general Ruiz como presidente el 10 de julio. El ejército nacional, posteriormente, sería el encargado de deponer a Ruiz y a restituir a Cervera el 13 de julio.
Luego Cervera tuvo que confrontar nuevamente al general Ruiz, pero en el ámbito militar. En octubre de 1884, Ruiz se apoderó del vapor Alajuela con fines revolucionarios, por lo que Cervera en el remolcador Morro logró confrontarlo cerca de punta Chame el 15 de octubre de 1884, en un tiroteo de apenas 10 minutos, con algunos pequeños daños que recibió el Morro. Sólo con la intervención del gobierno nacional, a través del Jefe Militar del Istmo, el general Ruiz capitularía en su revuelta, dando fin a la crisis.
A pesar de que Juan Manuel Lambert fue elegido presidente del Estado, nunca llegó a posesionar como tal en octubre, debido a órdenes de Rafael Núñez y seguidas por Carlos A. Gónima, Jefe Militar del Istmo. Por ello, Cervera anunció su renuncia como presidente, y se convocó a una Convención Constituyente. A pesar de la crisis, la asamblea del Estado de Panamá jamás aceptó la renuncia de Cervera, y al clausurar sus sesiones el 13 de noviembre, Cervera debió acudir ante la Corte para solicitar su renuncia por insistencia, aceptándolo el 27 de noviembre de 1884, y reemplazado interinamente por José María Vives León.

## Últimos años
Posteriormente, el 30 de junio de 1903, junto con otros políticos, envía una carta al Senado de Colombia, para la aprobación del Tratado Herrán-Hay.
Falleció pobre en 1904, y sin poder costear la educación de su hijo menor Dámaso Alejandro, pero fue honrado de manera póstuma por el gobierno panameño mediante la Ley 71 del 11 de junio del mismo año, quien le costeó la educación de su hijo.